# Монастырь (Кировская область)
Монастырь — деревня в Зуевском районе Кировской области в составе Мухинского сельского поселения.

## География
Находится на расстоянии примерно 40 километра на юг от районного центра города Зуевка.

## История
Упоминается с 1722 года как населённый пункт с 7 дворами и 28 душами мужского пола, в 1764 году 93 жителя. В 1873 году отмечено было дворов 40 и жителей 314, в 1905 году — 41 и 282, в 1926 — 55 и 238. В 1950 году было учтено хозяйств 26 и жителей 85. В 1989 году учтено 18 жителей.

## Население
Постоянное население составляло 18 человек (русские 94 %) в 2002 году, 7 в 2010.